# Białka wiążące penicylinę
Białka wiążące penicylinę (ang. Penicillin Binding Proteins, w skrócie PBP) – grupa białek posiadających zdolność wiązania penicyliny. Nazwa została nadana przed ustaleniem charakteru i funkcji tych związków – później okazało się, że jest to grupa enzymów biorących udział w procesie syntezy ściany komórkowej. Enzymy te występują naturalnie u wielu bakterii, są dla nich niezbędne do życia, a ich inaktywacja przez antybiotyk prowadzi do śmierci komórki.
Wszystkie antybiotyki beta-laktamowe, do których należy wspomniana penicylina, działają na białka PBP. Modyfikacje tych białek stanowią jeden z mechanizmów oporności na tę grupę leków (oporność spowodowana zmianą miejsca docelowego na który działa antybiotyk).
Białka PBP tradycyjnie dzieli się na grupę białek o wysokich masach cząsteczkowych, w przedziale 60–120 kDa (HMW), oraz białka o niskiej masie cząsteczkowej (LMW) o masach w przedziale 20–60 kDa. Masę cząsteczkową określa się na podstawie elektroforezy białka związanego ze znakowaną radioaktywnie penicyliną benzylową. Białkom PBP na podstawie wyznaczonej masy przypisywana jest określona liczba i numerowane są one od najcięższego. Sporadycznie występują dwa lub trzy PBP o podobnych masach, identyfikowanych przez zmianę warunków elektroforezy i dodatkowo oznaczonych literą, np. PBP1a, 1b i 1c E. coli.

## Historia odkrycia
Po odkryciu penicyliny nie było jasne, jaki jest dokładny mechanizm działania tego leku. Jedno z doświadczeń mające ustalić cel działania antybiotyku, polegało na oznakowaniu penicyliny, a następnie rozdziale uzyskanych związków drogą elektroforezy. Otrzymano dwa paski, świadczące o dwóch różnych białkach z którymi związała się penicylina. Zostały one nazwane białkami wiążącymi penicylinę (PBP1 i PBP2).
Kolejny etap polegał na uzyskaniu mutantów, produkujących ogromne ilości PBP. Ułatwiło to ustalenie ich funkcji oraz dokładną charakterystykę fizykochemiczną.

## Modyfikacje białek PBP
Przykładem modyfikacji jest mutacja genu kodującego białko PBP u S. aureus. U mutantów występuje wtedy zamiast PBP wersja PBP2a lub PBP2', która traci powinowactwo do metycyliny, stąd też szczep ten nazywany jest MRSA – meticillin-resistant Staphylococcus aureus.

## Pozostałe białka PBP
Poza wspomnianymi białkami, zdolność wiązania beta-laktamów posiadają jeszcze dwie grupy związków. Pierwsza to receptory występujące na błonie komórkowej bakterii, odpowiadające za transport i wchłanianie leku do wnętrza komórki. Druga grupa to beta-laktamazy – enzymy posiadające zdolność wiązania, a następnie rozkładu beta-laktamów.